# Lago Horst
El lago Horst (en alemán: Horstsee) es un lago situado al noroeste de la ciudad de Hamburgo, muy cerca del margen oeste del río Elba —que lo separa del estado de Mecklemburgo-Pomerania Occidental—, en el distrito rural de Harburg, en el estado de Baja Sajonia (Alemania), a una elevación de 6 metros; tiene un área de 3.75 hectáreas. 